# Metagrypa tetrarrhyncha
Metagrypa tetrarrhyncha är en fjärilsart som beskrevs av Meyrick '. Metagrypa tetrarrhyncha ingår i släktet Metagrypa och familjen fransmalar. Inga underarter finns listade i Catalogue of Life.